# Manobia hayashii
Manobia hayashii là một loài bọ cánh cứng trong họ Chrysomelidae. Loài này được Kimoto miêu tả khoa học năm 1991.